# Паулиньо (футболист, р. 1993)
Пауло Виктор де Менезеш Мело (на португалски: Paulo Victor de Menezes Melo; роден на 29 май 1993 г. в Сао Пауло) е бразилски футболист, играе като крило и се състезава за хондураския Оланчо.

## Клубна кариера

### Ранна кариера
Роден в Сао Пауло, Паулиньо е продукт на академията на местния гранд Коринтианс. За отбора изиграва общо шест мача и печели шампионата на своя щат, както и турнира за Суперкупата на Южна Америка, или както е наричат там Рекопа Судамерикана.
През 2014 и 2015 година е отдаван три път под наем в бразилските Америка де Натал, Рио Кларо и Португеза.
През 2016 година за първи път заиграва за отбор извън Бразилия, преминавайки в украинския Зоря Луганск, за който изиграва 40 мача, отбелязвайки и четири гола. С този отбор Паулиньо достига и до финал за купата на Украйна, губейки в него от Шахтьор Донецк.

### Левски София
На 26 януари 2018 година Паулиньо преминава в българския Левски (София). Получава фланелката с номер 7.
На 7 март 2018 година Паулиньо отбелязва първия си гол за софийския отбор при победата с 3-2 като гост над варненския Черно море.

## Успехи

### Клубни

#### Коринтианс
- Кампеонато Паулища: 2013
- Рекопа Судамерикана: 2013

#### Зоря Луганск
- Купа на Украйна: финалист 2015/16